# 2244 Тесла
2244 Тесла (2244 Tesla) је астероид главног астероидног појаса са средњом удаљеношћу од Сунца која износи 2,812 астрономских јединица (АЈ).
Апсолутна магнитуда астероида је 11,9.
Астероид је добио име по славном српском научнику Николи Тесли.